# Несвојствени интеграл
Несвојствени интеграл представља уопштење одређеног интеграла на неограничене интервале интеграције и неограничене подинтегралне функције.

## Дефиниција
Несвојствени интеграл за функцију {\displaystyle f\in R[a,c],\forall c<b}, ако постоји {\displaystyle \lim _{c\to b^{-}}\int _{a}^{c}f(x)dx}, је интеграл {\displaystyle \int _{a}^{b}f(x)dx} по дефиницији једнак том лимесу, {\displaystyle \int _{a}^{b}f(x)dx=\lim _{c\to b^{-}}\int _{a}^{c}f(x)dx}.
За {\displaystyle f\in R[a,b]}, несвојствени интеграл једнак је Римановом, због непрекидности лимеса.

## Врсте интеграла
Разликују се несвојствени интеграли прве и друге врсте.

### Несвојствени интеграли прве врсте
Код несвојствених интеграла прве врсте, подинтегрална функција је дефинисана на бесконачном интервалу интеграције. У зависности од интервала интеграције, разликују се три типа несвојствених интеграла са бесконачним интервалом који се дефинишу као граничне вредности, али на различите начине:
- када је интервал интеграције полуоса затворена са леве стране, {\displaystyle [a,+\infty )}:

{\displaystyle \int _{a}^{+\infty }f(x)dx=\lim _{\beta \to +\infty }\int _{a}^{\beta }f(x)dx}
- када је интервал интеграције полуоса затворена са десне стране, {\displaystyle (-\infty ,b]}:

{\displaystyle \int _{-\infty }^{b}f(x)dx=\lim _{\alpha \to -\infty }\int _{\alpha }^{b}f(x)dx}
- када је интервал цела бројевна права, {\displaystyle (-\infty ,+\infty )}:

{\displaystyle \int _{-\infty }^{+\infty }f(x)dx=\lim _{\alpha \to -\infty ,\beta \to +\infty ,}\int _{\alpha }^{\beta }f(x)dx,}
где границе интеграцие {\displaystyle \alpha } и {\displaystyle \beta } ка бесконачности теже независно.

### Несвојствени интеграли друге врсте
Несвојствени интеграли друге врсте су интеграли код којих је интервал интеграције коначан, али подинтегрална функција неограничена у једној тачки која се назива сингуларна тачка. Разликују се три типа несвојствених интеграла другог реда у зависности од положаја сингуларне тачке:
- када је функција дефинисана у десно отвореном интервалу, {\displaystyle [a,b)}, где {\displaystyle \lim _{x\to b^{-}}f(x)=\infty }:

{\displaystyle \int _{a}^{b}f(x)dx=\lim _{\epsilon \to 0}\int _{a}^{b-\epsilon }f(x)dx}
- када је функција дефинисана у лево отвореном интервалу, {\displaystyle (a,b]}, где {\displaystyle \lim _{x\to a^{+}}f(x)=\infty }:

{\displaystyle \int _{a}^{b}f(x)dx=\lim _{\epsilon \to 0}\int _{a+\epsilon }^{b}f(x)dx}
- када је функција дефинисана у целом интервалу {\displaystyle [a,b]}, изузев у једној унутрашњој тачки c, {\displaystyle a<c<b}, у којој је неограничена {\displaystyle \lim _{x\to c}f(x)=\infty }:

{\displaystyle \int _{a}^{b}f(x)dx=\lim _{\epsilon \to 0}\int _{a}^{c-\epsilon }f(x)dx+\lim _{\delta \to 0}\int _{c+\delta }^{b}f(x)dx}

## Особине
Преласком на лимес код особина Риманових интеграла, лако се добијају следеће особине несвојствених интеграла:
- {\displaystyle \int _{a}^{b}(f(x)+g(x))dx=\int _{a}^{b}f(x)dx+\int _{a}^{b}g(x)dx}
- {\displaystyle \int _{a}^{b}(\lambda f(x))dx=\lambda \int _{a}^{b}f(x)dx,\forall \lambda \in \mathbf {R} }
- {\displaystyle \int _{a}^{b}(u'(x)v(x))dx=\lim _{c\to b^{-}}(u(x)v(x)|_{a}^{c})-\int _{a}^{b}(u(x)v'(x))dx}, ако постоји барем један од ова три израза.

## Кошијев критеријум за несвојствене интеграле
Интеграл {\displaystyle \int _{a}^{c}f(x)dx} постоји у несвојственом смислу ⇔ {\displaystyle (\forall \epsilon >0)(\exists c_{0}\in [a,b])(\forall c_{1},c_{2}>c_{0})|\int _{c_{1}}^{c_{2}}f(x)dx|<\epsilon .} Ово се лако показује из Кошијевог конвергенционог критеријума, где се функција којој се одређује лимес замењује конкретним несвојственим интегралом {\displaystyle \int _{a}^{c}f(x)dx}.